# 大阪市営バス
大阪市営バス（おおさかしえいバス）は、大阪府大阪市がかつて経営していたバス（公営バス）である。大阪市営地下鉄とともに大阪市交通局が運営を行っていた。2018年3月31日に大阪市営バスとしての運行を終了し、翌4月1日よりすべてのバス事業は大阪シティバスへ譲渡された。

## 概要
運行終了直前まで大阪市全域を運行エリアとし、隣接する守口市（営業所も所在）、門真市、東大阪市、堺市、松原市にも乗り入れを行っていた。以前は豊中市や八尾市、大東市への乗り入れも行っていた。
総営業キロ数は648.5km（2009年3月31日時点）、保有車両数は719両（2010年9月1日時点）であったが、赤バスの廃止を含めた路線再編により縮小されて、2013年度の車両数は556台であった。
2002年1月の路線改編以降は、一部営業所を外郭団体の大阪シティバス（旧・大阪運輸振興）株式会社に管理委託するなど運営コストの削減を進めた。また、2007年4月から井高野営業所を南海バスに委託している。
日本初のワンマンバスの導入、1970年のワンステップバス試験導入、「赤バス」と呼ばれる100円料金のコミュニティバスの運行、同じ大阪市交通局の運営であった大阪市営地下鉄との乗継割引制度の導入などが行われた。
大阪市営バスが運行されていた当時は大阪市内の大部分のバス運行を担っていた（市営モンロー主義の項も参照）。
大阪都構想に関連する大阪市の市政改革により、府市統合本部より改革案が示され、赤字幅の大きい市バスの運行については民営化や他の交通サービス（乗合タクシーなど）への転換が検討された。採算性のある58路線は民間譲渡などで維持を図り、不採算とされている一般バス41路線、赤バス29路線は原則廃止し、各行政区で必要性を判断するとした。しかし各区の調整が遅れたため、2012年度末に廃止したのは「赤バス」のうち26路線（3路線は存続）に留まった。また、存続した「赤バス」の3路線は一般バスに組み込み、ダイヤ改正および料金の200円への値上げが行われた。
2018年3月31日に大阪市営バスとしての全運行を終了し、2018年4月1日に大阪シティバスへすべてのバス事業を譲渡した。なお、井高野営業所は引き続き南海バスへ委託される。

## 乗降方式・普通旅客運賃
乗降方式は後乗り前降り（旧赤バス用車両は乗降口併用で前側一箇所）。一般バスの運賃は、乗車距離にかかわらず1乗車大人210円均一。小児（小学生以下）は110円。1歳以上小学生就学前の幼児は、運賃を支払う人1名につき、2名まで無料、3名以上は小児運賃を支払う。1歳未満の乳児は無料。
2014年4月1日よりバス-バスの乗継およびバス-地下鉄の乗継は各種カード乗車券（PiTaPa・ICOCAなどのICカード、レインボーカードなどのスルッとKANSAIカード〈2018年1月31日取扱終了〉、回数カード）利用時に限り適用され、現金利用および紙回数券利用（バス-バス乗継のみ）による乗継制度は廃止された。なお、ICカード（敬老優待乗車証・特別割引用ICカードを除く）での乗継割引については2025年（令和7年）3月31日をもって終了し、翌4月1日からPiTaPa・ICOCAを対象とした「乗継ポイント」に移行する予定である。
- バスの乗り継ぎに関しては、乗り継ぎ前のバス下車から乗り継ぎ後のバス下車までが90分以内であれば1回は無料で乗り継ぎができる。これは1974年に当時画期的であり、2002年の再編まで行われていたゾーンバス乗り継ぎ制度（幹線←→支線）の名残とも言える[17]。
- バスと地下鉄とを乗り継ぐ際には、乗り継いだ側の運賃額から100円が差し引かれる。（バス→地下鉄では地下鉄側から100円引き、地下鉄→バスではバス側から100円引き）
- 各種カード乗車券利用時には同一カードで乗車した場合に正当かつ有効な乗継方法であれば自動的に乗継処理または乗継運賃が適用される。
- バス同士の乗り継ぎと地下鉄乗り継ぎを組み合わせた利用（例・バス→バス→地下鉄、地下鉄→バス→バス等）もできる。
- ただし以下の利用方法では乗継扱いとはならない。
  - 小児が大人用カードを使用するなど異なる種類のカード利用の場合
  - 1枚のカードで複数人分を支払う場合
  - カードの残額不足時等に不足分を現金で支払う場合
  - 乗り継ぎ途中に他の交通機関を利用した場合（バス→他交通機関→地下鉄など）

なお、大阪市交通局では、バス利用の対価として支払う金銭等のことを「運賃」と呼ばずに「（乗車）料金」という表現で統一していたが、2018年4月1日からの民営化後は『普通運賃』に改められた。
同局の料金収納機（他事業者で言う運賃箱）は、近畿地方のバス事業者としては少数派である「つり銭式」を採用しているため、事前に両替をする必要はない。したがって、原則として「料金は1人ずつ」支払う必要があり、降車ドアが開いた時に、「料金はお一人ずつお願いいたします。」と料金収納機から合成音声でアナウンスされる。小児1人での利用でつり銭が必要な場合や、複数人員の運賃を一度に支払う場合は、運転士に申し出ることにより、運転士の機器操作で合計運賃が表示されるので、その後運賃を投入する。たとえば大人5人分をまとめて支払う場合、千円札1枚を使ったまとめ払いも可能である。この場合、千円札は硬貨投入部ではなく紙幣挿入部に挿入する。なお、大阪市内でも路線バスを運行する阪急バスや近鉄バスおよび京阪バスのほか、京都市営バス、神戸市バスなど、近隣の事業者の多くは（自動計数運賃箱や均一運賃を採用していても）両替方式である。
大阪市外に発着する路線でも、大阪市内と同様、運賃は大人210円均一である。南海バスの堺市内均一区間の運賃は220円で、大阪市営バスと併走する区間でも同じであり、一方、大阪市バスは南海バスの堺市内均一区間相当部のみを利用しても210円均一であるため、この区間では運行事業者によって運賃が異なる。

### 乗車券・カード
- 紙式回数券（普通・昼間割引）
普通回数券はいずれも23枚綴りで210円券が4100円、110円券が2100円で販売している。
昼間割引回数券はバスを降車する時間が10時から16時のときに利用可能で、210円券14枚つづりを2100円で販売。適用時間内に限り、阪急バス加島線（市バス97号系統に並行）でも利用可能。
- 回数カード〔車内販売あり〕（大人用普通は3,000円・割引と小児用普通は1500円。但し割引は障害者手帳の所持が必要）
- エンジョイエコカード〔車内販売あり〕（大人用800円【土日祝日用600円】小児用300円）
- 以下の全国相互利用サービス対応交通系ICカード☆（PiTaPa、ICOCA、Suica、TOICA、SUGOCA、kitaca、PASMO、manaca、nimoca、はやかけん）PiTaPa以外は車内でチャージも可能

チャージは(1,000円2,000円5,000円10,000円)の全紙幣に対応しているが、おつりはない。
- 大阪市敬老福祉乗車証
IC式カードは、下車時にICカード読み取り部にタッチする。

### 利用額割引「マイスタイル」
PiTaPa専用の申告制割引制度。あらかじめ定期券発売所やインターネット（ピタパ倶楽部）で「市バスプラン」の利用を申請すると、バス全線1か月定期運賃（2キロ未満7,560円）が支払い上限額となる。1か月の利用運賃がそれ未満の場合、利用額割引「フリースタイル」の割引額計算式で計算された割引後運賃が引き落とされる。利用者のメリットとして、インターネットでも申請できるため、ネット環境があれば定期券発売所に出向く必要がなく、また利用が少なかった月は定期運賃よりも支払い金額が少なくなる、乗り継ぎ割引などをうまく使えば、利用額の抑制ができる点などがあげられる。また、交通局のメリットとしては、定期券発売所の混雑緩和、定期券発売コストの抑制などがあげられる。「地下鉄＋バスプラン」もある。
「利用額割引」については大阪市交通局#PiTaPaによる割引の記事を参照。

## 歴史

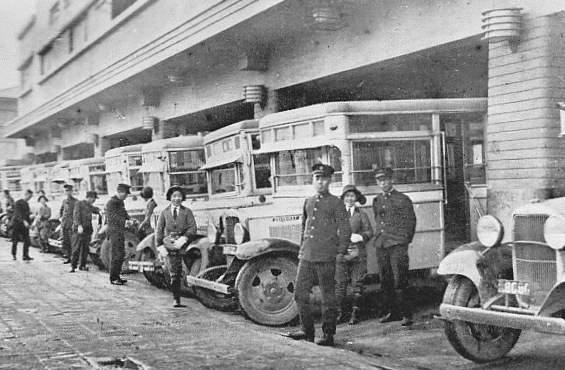
1930年代の大阪市営バス

- 1927年（昭和2年）2月26日： 都市計画学者の關一第7代大阪市長により、あべの橋 - 平野（現・JR平野駅筋）間で開業[19][20]。
- 1928年（昭和3年） 大阪電気軌道、国鉄と連絡運輸を開始、翌年には阪急、阪神とも開始。
- 1929年（昭和4年）9月25日： 自動車専用特別割引回数券を発売。
- 1936年（昭和11年）6月1日： 市営観光バスを開業（1940年9月30日に休止）。
- 1940年（昭和15年）6月1日： 大阪乗合自動車（青バス）の事業を統合。
- 1945年（昭和20年）9月11日： 電気局を交通局に改称。
- 1950年（昭和25年）4月1日： 定期観光バスの運転を再開。
- 1951年（昭和26年）6月1日： 日本初のワンマンバスをあべの橋 - 今里（現・地下鉄今里）間で運行開始[21]。
- 1953年（昭和28年）9月1日： トロリーバスを大阪駅前 - 神崎橋間で開業。
- 1959年（昭和34年）1月3日： 阪急電鉄上新庄駅北側の踏切で、市営バスと電車が二重衝突事故。死者7人、重軽傷者13人[22]。
- 1960年（昭和35年）4月20日： 市外乗り入れ路線として111号系統豊中線を開設（当初あべの橋発着。後に減便の上で最末期は大阪駅前発着に短縮し、1977年4月10日廃止）。
- 1970年（昭和45年）6月15日： トロリーバス全廃。
- 1971年（昭和46年）8月10日： ワンマン化を完了。[23]
- 1972年（昭和47年）4月1日： 電気バス（あおぞら号）運転開始。いすゞ・BUを電気バス仕様にしたもので、九条・春日出の両営業所に1両ずつ導入された。
- 1974年（昭和49年）11月28日： ゾーンバスシステムを東住吉・平野区域に導入。
- 1981年（昭和56年）4月13日： バスロケーションシステムを上本町六丁目 - 住吉車庫間に導入。
- 1982年（昭和57年）3月31日： 電気バス（あおぞら号）引退。
- 1983年（昭和58年）12月18日： 定期観光バスにて、2階建てバス「にじ」号の運転を開始。
- 1986年（昭和61年）4月1日： 都市新バスシステムを開始（愛称「グリーンエース」）
- 1991年（平成2年）11月14日： リフト付バスの運転を開始
- 1996年（平成8年）3月20日
  - スルッとKANSAIを開始
  - リムジンバス（OCAT - 関西国際空港）運行開始
- 1997年（平成9年）3月17日： ノンステップバスの運転を開始
- 1999年（平成11年）3月31日： リムジンバス運行終了。
- 2000年（平成12年）5月20日： 小型ノンステップバスを試験的に運行開始。また、都市新バスを一般路線に統合して廃止。
- 2002年（平成14年）1月27日： 小型ノンステップバスを「赤バス」と命名し本格運行開始。新乗り継ぎシステムを導入。これにより幹線・支線の区分け（ゾーンバス）を廃止。
- 2006年（平成18年）2月1日： PiTaPa導入開始。同時にICOCAも利用可能。
- 2007年（平成19年）4月1日： 井高野営業所を南海バスに委託。
- 2008年（平成20年）3月31日： 定期観光バス運行終了。
- 2010年（平成22年）3月28日： 古市営業所が廃止。
- 2011年（平成23年）9月26日： あべの北操車場で助役職員が刺殺される事件が発生。
- 2012年（平成24年）4月1日： 一般路線バスがすべてノンステップバスに統一された。また、赤バスに新車を導入。
- 2013年（平成25年）
  - 3月23日：IC乗車カード全国相互利用開始で、Kitaca、PASMO、Suica、manaca、TOICA、nimoca、はやかけん、SUGOCAが利用可能になる。
  - 3月31日：港・長吉の2営業所と横堤バスターミナルを廃止[24]。赤バスもこの日をもって運行終了。
- 2014年（平成26年）
  - 3月31日：東成営業所と歌島橋バスターミナルを廃止。また2013年度の営業成績が1982年度以来31年ぶりの黒字経営を達成。以後は事業終了までの間黒字経営を達成していた。
  - 4月1日：消費税率の変更に伴い普通料金が大人210円・小児110円に変更。また現金および紙回数券でのバス-バス乗継券の発券および現金でのバス-地下鉄連絡券の発券（バス-地下鉄乗継割引）を取りやめる。但し各種カード乗車券（ICOCA・PiTaPaなどのICカード・レインボーカードなどのスルッとKANSAIカード・回数カード）での乗車の場合には乗継制度が引き続き適用される。また路線整理に伴い、3桁の系統番号がなくなり全て2桁以下の番号となる。
  - 9月21日：弁天町バスターミナルを廃止
- 2017年（平成29年）
  - 7月1日：中津営業所酉島支所を酉島営業所内に開設。港営業所以来17年ぶりの新設営業所となった[25]。翌年2月13日に閉鎖。
- 2018年（平成30年）
  - 3月31日：大阪市営バスの運行終了
  - 4月1日：大阪シティバスへ事業譲渡

## 営業所
開設・廃止日については大阪市交通局百年史（大阪市交通局 2005年）P.242・243ほかも参照。

### 臨機応変な運行操車
大阪市営バスでは、かつては（概ね1970年代後半頃まで）ダイヤ管理は営業所ではなく操車場で行っていた。運転手は、操車場で初めて自分が担当する便を知らされていた。このような仕組みを総合操車制と呼んでいた。このため、総合操車制の実施当時は実質的に全部の営業所が全系統を担当していたため、担当営業所という概念はなかった。
なお、総合操車制の時代であっても、区間運賃制を採用していた大阪市外への系統（豊中市や大東市、堺市などに向かう路線）については、均一料金化されてからは区間制整理票発行器装備車を設置していた車両を保有していた車両でないと運用できなかった。
例えばあべの橋を経由して上本町六丁目と堺東駅前とを、なんばと大阪駅前を経由してあべの橋と豊中とを結ぶ路線にも充当可能な車両を有していたのは、中津営業所、住吉営業所、長居営業所、加美営業所、住之江営業所など一部であった。このため、総合操車制制度下であっても区間運賃制を採用していた系統については、充当可能な車両は区間制整理票発行器装備車に限定されていた。
この総合操車制は、バスが遅延した場合は遅延先に最も近い営業所から代走を送り込んだり、また遠く離れた営業所から車両が応援に入りやすいなど、直ちに対処しやすい利点はあったものの、逆に前述にある通り実質的に全営業所が全系統を担当していたことから、車両の運用は極めて広範囲に及び、また乗務員についても大阪市営バスの全系統の経路や全営業所および全停留所の位置などの熟知を必要とし、結果的に乗務員の負担が大きく生じてしまうという欠点もあった。
1983年3月13日の長居営業所廃止、住吉営業所阿倍野支所の開設で白紙ダイヤ改正が実施され、同時に総合操車制が廃止された際に、ダイヤ管理は営業所で直接行うようになったものの、総合操車制の名残りで長らく各系統の担当営業所を正式に定めておらず（インターネットホームページ開設後は、公式サイトや、2010年代の大阪市営バス最末期には、地下鉄駅およびバス営業所で配布している「市営交通のご案内」において、営業所別担当路線図や担当営業所一覧表が掲載されるようになった）、1つの系統を複数の営業所で担当するケースも多数あった（早朝・深夜の数便程度のみ担当する営業所もあった）など、公営バスの中ではかなりの臨機応変な運行操車を行っていた。
その後、2014年4月1日のダイヤ改正より、一旦は原則として1つの系統は1営業所専属で運行するようになったが、同年9月21日のダイヤ改正で98号系統が鶴町と酉島の2営業所の担当、2015年4月1日のダイヤ改正で60号系統と88号系統が中津、鶴町、酉島の3営業所、36号系統、53号系統、97号系統が中津、酉島の2営業所の担当となった。同年秋以降は再び複数の営業所で運行される系統が増えたが、この状態で大阪シティバスに移管を実施した。

### 担当系統
- 営業所ごとの担当系統は、出入庫等本数の少ないもの、区間便等は除いた。
- 営業所名の後に記した括弧内の文字は、配置車両の側面および後面窓ガラスに貼られる所属営業所を示すシールの表記である[29]。

### 営業所
運行終了直前までの営業所。委託先と担当系統は2017年7月1日時点でのもの。
- 井高野営業所（井）南海バス(株)に管理委託
  - 所在地…大阪市東淀川区井高野四丁目3番59号
  - 開設年月日…1964年4月1日
  - 担当系統…11・11A・27・34・37・50・78・83・86・93・95
- 中津営業所（中）【直営】
  - 所在地…大阪市北区中津六丁目9番32号
  - 開設年月日…1961年4月1日
  - 担当系統…8・36・41・42・53・57・58・69・75・92・97
- 守口営業所（守）【直営】
  - 所在地…大阪府守口市京阪本通一丁目10番23号
  - 開設年月日…1935年9月4日（1946年3月6日閉鎖、1947年11月16日再開）。トロリーバスとの兼用営業所であった。
  - 担当系統…10・21・31・34・35・45・46
- 住吉営業所（住）【直営】
  - 所在地…大阪市住吉区万代東三丁目5番22号
  - 開設年月日…1939年6月1日
  - 担当系統…1・5・6・12・13・18・19・22・24・30・35・54A・54B・62・63・64・65・67・85
- 住之江営業所（ス）※大阪シティバス(株)に管理委託
  - 所在地…大阪市住之江区新北島一丁目2番50号
  - 開設年月日…1962年9月15日
  - 担当系統…2・3・4・9・14・15・16・17・24・25・29・33・48・49・54A・54B・54D・61A・61B・62・73・76・89
- 鶴町営業所（ツ）※大阪シティバス(株)に管理委託
  - 所在地…大阪市大正区鶴町四丁目11番55号
  - 開設年月日…1967年9月30日
  - 担当系統…51・55・60・70・70急・71・72・80・87・88・90・91・91急・94・98
- 酉島営業所（酉）※大阪シティバス(株)に管理委託
  - 所在地…大阪市此花区酉島四丁目1番11号
  - 開設年月日…1994年12月17日（春日出営業所から移転）
  - 担当系統…36・38・39・41・43・51・52・53・56・58・59・60・75・79・81・82・84・88・92・97・98

### 廃止営業所
- 中津営業所酉島支所（ト）【直営】
  - 所在地…大阪市此花区酉島四丁目1番11号
  - 2017年7月1日開設（暫定施設）、2018年2月13日廃止。
  - 担当系統…43・56・59・60・81・88
- 東成営業所（ヒ）
  - 1972年2月1日開設（上本町営業所と今里営業所を統合）、2014年4月1日廃止。民営化後の2024年5月28日に大阪シティバス東成営業所として同位置でオンデマンドバス専用営業所に縮小の上で再開（大阪市営バス時代はオンデマンドバス事業は行っていなかった）。
- 長吉営業所（ナ）
  - 1966年2月25日開設。2013年4月1日廃止。
- 港営業所（港）
  - 2000年5月20日に九条営業所から移転。2013年4月1日廃止。車両疎開留置施設を経て2018年より大阪シティバスの運転訓練施設である港トレーニングセンターとなる。民営化後の2025年3月1日に大阪シティバス港営業所として、港トレーニングセンターおよび交通局時代の港営業所と同位置で大阪・関西万博シャトルバスのみに縮小の上で再開（同時にOMタクシー港営業所も設置）。
- 古市営業所（古）
  - 1967年4月20日開設。2010年3月28日廃止。

車種 いすゞ・日野・三菱ふそう・日産ディーゼル・赤バス（もとは日野、木津廃止後いすゞ）
- 九条営業所（九）
  - 1959年4月21日開設。2000年5月19日に廃止され、港営業所へ移転する。

車種 三菱ふそう・日野
- 春日出営業所（春）
  - 1969年10月1日開設、1994年12月16日に廃止され、酉島営業所へ移転する。

車種 三菱ふそう
- 住吉営業所阿倍野支所（ア）
  - 1983年3月13日に、旧長居営業所をあべの東操車場に移転し、設置される。
  - 1996年4月1日に、住吉営業所へ統合され、現在では阿倍野東回転場になる。

車種 日産ディーゼル・日野（中型のみ）
- 長居営業所（長）
  - 1961年10月11日開設。1980年3月31日営業所閉鎖、住吉営業所長居車庫に。1983年3月13日に住吉営業所阿倍野支所として移転。

車種 日産ディーゼル・日野（中型のみ）・いすゞ（開設当初）
- 木津営業所（木）
  - 1948年7月1日開設、1995年3月31日廃止。なんば・西船町・鶴町四丁目発着の路線をメインに担当していた。南海高野線今宮戎駅付近に車庫が存在した。

車種 日野・いすゞ（加美廃止後）・三菱ふそう（限定車のみ）
- 生野営業所（生）
  - 1957年9月1日、布施営業所を移転し開設。1981年12月1日に、東成営業所へ統合される。統合以前より東成営業所生野車庫になっていた時期が有った。ロート製薬本社の西隣に当時の車庫が存在していた。生野車庫前のほか、浪花学園前や巽南5丁目発着などの路線も存在した。

車種 三菱ふそう・いすゞ
- 東成営業所三ノ瀬支所（三）
  - 1981年4月13日、布施営業所以来となる東大阪市内2番目の営業所、守口営業所を含めると大阪市外3番目の営業所として開設。1987年5月31日支所閉鎖（操車場へ）。東成営業所へ統合され、布施操車場となるが2013年4月1日で廃止。

車種 三菱ふそう
- 森之宮営業所（森）
  - 1952年12月20日開設、1979年5月31日閉鎖。トロリーバスとの兼用営業所であった。

車種 いすゞ 三菱ふそう(中型のみ)
- 上本町営業所（上）
  - 1936年10月23日、前身である上本町自動車運輸事務所が開設。1943年4月30日に1回目の廃止。その後再開設され、1972年12月1日、今里営業所と統合で東成営業所に改組。上本町二丁目（現・上本町一丁目）バス停近くに存在したので、上六操車場とは別の場所。

車種 日野
- 都島分駐所（都）
車種 いすゞ 守口の支所で市電都島車庫跡地にあった。
- 梅田営業所（梅）
  - 1940年12月7日、梅田太融寺営業所と大阪乗合自動車梅田営業所を統合。1967年9月29日閉鎖、鶴町に移転。最寄は大阪駅前富国生命前バス停。

車種 いすゞ
- 加美営業所（加、東住吉営業所時代は東）
  - 1958年4月1日東住吉営業所開設、1974年7月22日に加美営業所に改称、1980年3月31日営業所廃止。

車種 いすゞ・三菱ふそう（中型のみ）
- 布施営業所（布）
  - 1947年12月4日布施市（現・東大阪市）内に開設、1957年9月1日閉鎖、生野に移転。上記の三ノ瀬営業所とは別の場所にあった。

車種 不明
- 神崎橋営業所（神）
  - 1953年9月1日開設。トロリーバス専属の営業所。開設当初は梅田営業所神崎橋分駐所。営業所昇格時期不明。1969年9月30日営業所廃止。

車種 不明（トロリーバスのみ在籍）

なお、廃止各営業所の配置車種には一部の例外も存在する（九条・春日出の電気バスはいすゞ）。

## 運転系統
系統番号の表記については、2002年の改編時に従来のゾーンバスシステムによる「幹線1号系統」「支線1号系統」といった区別があったものを、大きく番号を変えない形で幹線・支線（および特、幹臨等）の区別をなくした。旧・支線1号系統（甲・乙・甲A・乙A）の場合、「1A号系統」〜「1D号系統」というように、末尾にAやBなどのアルファベットを付けて「1号系統」になった旧・幹線1号系統と区別した。また、従来どおり同一系統の区間便でも同じように末尾にAやBなどを付けている例もあり（ただし区間便の場合は旅客案内上ではAやBなどを省略）、これらのケースが複合した系統番号も存在した。
幹線系統・フィーダー系統・地域系統・コミュニティ系統に区分されるようになっている。また、路線図においては運行頻度によって線の種類を変えた。
各路線の詳細は営業所記事も参照のこと。
（2017年7月1日現在）
| 系統       | 起点                 | 終点                   | 担当営業所           | 備考                                              |
| ---------- | -------------------- | ---------------------- | -------------------- | ------------------------------------------------- |
| 1号        | あべの橋             | 出戸バスターミナル     | 住吉                 |                                                   |
| 2号        | 出戸バスターミナル   | 長吉長原東三           | 住之江               |                                                   |
| 3号        | 地下鉄住之江公園     | 出戸バスターミナル     | 住之江               |                                                   |
| 4号        | 地下鉄住之江公園     | 出戸バスターミナル     | 住之江               |                                                   |
| 5号        | あべの橋             | 三宅中                 | 住吉                 |                                                   |
| 6号        | あべの橋             | 住道矢田               | 住吉                 |                                                   |
| 8号        | 大阪駅前             | なんば                 | 中津                 |                                                   |
| 9号        | 出戸バスターミナル   | 平野区役所前           | 住之江               |                                                   |
| 10号       | 守口車庫前           | 天満橋                 | 守口                 |                                                   |
| 11号       | 東淀川区役所前       | 新大阪駅東口           | 井高野               |                                                   |
| 11A号      | 東淀川区役所前       | 新大阪駅東口           | 井高野               | 東淀川駅前経由                                    |
| 12号       | あべの橋             | 布施駅前               | 住吉                 |                                                   |
| 13号       | あべの橋             | 北巽バスターミナル     | 住吉                 |                                                   |
| 14号       | 出戸バスターミナル   | 高野大橋               | 住之江               |                                                   |
| 15号       | 地下鉄住之江公園     | 南港南六               | 住之江               |                                                   |
| 16号       | 出戸バスターミナル   | 瓜破東八               | 住之江               |                                                   |
| 17号       | コスモスクエア駅前   | ポートタウン東駅前     | 住之江               | 平日朝夕のみ運行                                  |
| 18号       | 北巽バスターミナル   | 玉造                   | 住吉                 |                                                   |
| 19号       | 地下鉄今里           | 加美東三北             | 住吉                 |                                                   |
| 21号       | 天満橋               | 地下鉄深江橋           | 守口                 |                                                   |
| 22号       | あべの橋             | 諏訪神社前             | 住吉                 |                                                   |
| 24号       | 住吉車庫前           | 南長居                 | 住吉・住之江         |                                                   |
| 25号       | 地下鉄住之江公園     | 住吉車庫前             | 住之江               | 平日のみ運行                                      |
| 27号       | 井高野車庫前         | 相川駅前               | 井高野               |                                                   |
| 29号       | 地下鉄住之江公園     | なんば                 | 住之江               |                                                   |
| 30号       | あべの橋             | 平野区役所前           | 住吉                 |                                                   |
| 31号       | 天満橋               | 花博記念公園北口       | 守口                 |                                                   |
| 33号       | 出戸バスターミナル   | 長吉川辺四             | 住之江               |                                                   |
| 34号       | 守口車庫前           | 大阪駅前               | 守口・井高野         |                                                   |
| 35号       | 守口車庫前           | 杭全                   | 守口・住吉           |                                                   |
| 36号       | 大阪駅前             | 地下鉄門真南           | 中津・酉島           |                                                   |
| 37号       | 井高野車庫前         | 大阪駅前               | 井高野               |                                                   |
| 38号       | 野田阪神前           | 竹島三                 | 酉島                 |                                                   |
| 39号       | 野田阪神前           | 新大阪駅北口           | 酉島                 |                                                   |
| 41号       | 大阪駅前             | 榎木橋                 | 中津・酉島           |                                                   |
| 42号       | 大阪駅前             | 中島二                 | 中津                 | 土曜日の一部と休日の全便は終点中島公園で運行      |
| 43号       | 酉島車庫前           | 大阪駅前               | 酉島・酉島支所       |                                                   |
| 45号       | 総合医療センター前   | 諸口                   | 守口                 |                                                   |
| 46号       | 天満橋               | 焼野                   | 守口                 |                                                   |
| 48号       | 地下鉄住之江公園     | あべの橋               | 住之江               |                                                   |
| 49号       | 地下鉄住之江公園     | 地下鉄住之江公園       | 住之江               | 循環系統 平林駅前経由                             |
| 50号       | 井高野車庫前         | 上新庄駅前             | 井高野               |                                                   |
| 51号       | 天保山               | ドーム前千代崎         | 酉島・鶴町           | 98号系統と連続運行                                |
| 52号       | なんば               | あべの橋               | 酉島                 |                                                   |
| 53号       | 大阪駅前             | 船津橋                 | 中津・酉島           |                                                   |
| 54A号      | 住吉車庫前           | 住吉車庫前             | 住吉・住之江         | 循環系統（反時計回り） 鷹合団地前経由             |
| 54B号      | 住吉車庫前           | 住吉車庫前             | 住吉・住之江         | 循環系統（時計回り） 鷹合団地前経由               |
| 54D号      | 住吉車庫前           | 住吉車庫前             | 住之江               | 循環系統（時計回り） 播磨町三丁目・鷹合団地前経由 |
| 55号       | 鶴町四               | 大阪駅前               | 鶴町                 |                                                   |
| 56号       | 酉島車庫前           | 大阪駅前               | 酉島・酉島支所       |                                                   |
| 57号       | 京橋駅前             | 毛馬中央公園           | 中津                 |                                                   |
| 58号       | 大阪駅前             | 野田阪神前             | 中津・酉島           |                                                   |
| 59号       | 北港ヨットハーバー   | 大阪駅前               | 酉島・酉島支所       |                                                   |
| 60号       | 天保山               | なんば                 | 鶴町・酉島・酉島支所 |                                                   |
| 61A号      | 出戸バスターミナル   | 出戸バスターミナル     | 住之江               | 循環系統（反時計回り） 長吉小学校前・長吉六反経由 |
| 61B号      | 出戸バスターミナル   | 出戸バスターミナル     | 住之江               | 循環系統（時計回り） 中出戸・長吉六反経由         |
| 62号       | 住吉車庫前           | 大阪駅前               | 住吉・住之江         |                                                   |
| 63号       | あべの橋             | 浅香                   | 住吉                 |                                                   |
| 64号       | あべの橋             | おりおの橋             | 住吉                 |                                                   |
| 65号       | 府立総合医療センター | 矢田行基大橋           | 住吉                 |                                                   |
| 67号       | 住吉車庫前           | あべの橋               | 住吉                 |                                                   |
| 69号       | 大阪駅前             | 榎木橋                 | 中津                 |                                                   |
| 70号       | 西船町               | ドーム前千代崎         | 鶴町                 |                                                   |
| 70号・急行 | 西船町               | ドーム前千代崎         | 鶴町                 | 平日朝夕ラッシュ時のみ運行                        |
| 71号       | 鶴町四               | なんば                 | 鶴町                 |                                                   |
| 72号       | 鶴町四               | 天保山                 | 鶴町                 |                                                   |
| 73号       | なんば               | 出戸バスターミナル     | 住之江               |                                                   |
| 75号       | 大阪駅前             | なんば                 | 中津・酉島           |                                                   |
| 76号       | 地下鉄住之江公園     | ドーム前千代崎         | 住之江               |                                                   |
| 78号       | 守口車庫前           | 大阪駅前               | 井高野               |                                                   |
| 79号       | 西九条               | 桜島三                 | 酉島                 |                                                   |
| 80号       | 鶴町四               | あべの橋               | 鶴町                 |                                                   |
| 81号       | 西九条               | 舞洲スポーツアイランド | 酉島・酉島支所       |                                                   |
| 82号       | 西九条               | 高見一                 | 酉島                 |                                                   |
| 83号       | 大阪駅前             | 花博記念公園北口       | 井高野               |                                                   |
| 84号       | なんば               | 八幡屋三               | 酉島                 |                                                   |
| 85号       | 杭全                 | なんば                 | 住吉                 |                                                   |
| 86号       | 上新庄駅前           | 布施駅前               | 井高野               |                                                   |
| 87号       | 鶴町四               | なんば                 | 鶴町                 |                                                   |
| 88号       | 天保山               | 大阪駅前               | 鶴町・酉島・酉島支所 |                                                   |
| 89号       | 地下鉄住之江公園     | 堺駅西口               | 住之江               |                                                   |
| 90号       | 鶴町四               | 野田阪神前             | 鶴町                 |                                                   |
| 91号       | 鶴町四               | ドーム前千代崎         | 鶴町                 |                                                   |
| 91号・急行 | 鶴町四               | ドーム前千代崎         | 鶴町                 | 平日朝夕ラッシュ時のみ運行                        |
| 92号       | 大阪駅前             | 福町                   | 中津・酉島           |                                                   |
| 93号       | 井高野車庫前         | 大阪駅前               | 井高野               |                                                   |
| 94号       | 鶴町四               | ドーム前千代崎         | 鶴町                 |                                                   |
| 95号       | 豊里団地前           | 上新庄駅前             | 井高野               |                                                   |
| 97号       | 大阪駅前             | 加島駅前               | 中津・酉島           |                                                   |
| 98号       | ドーム前千代崎       | 大正区役所前           | 鶴町・酉島           | 一部は51号系統と連続運行                          |

## 車両
大型・中型は国産4車種（いすゞ自動車、日野自動車、三菱ふそう、UDトラックス（旧:日産ディーゼル）製）が入っていた。かつては営業所毎に車種もほぼ統一されていた。また、西日本車体工業（西工、NSK）のボディを架装した車両も多く存在し、営業所によっては西工架装車で統一した営業所も存在した（守口、春日出→酉島など）。
しかし、2002年の路線再編や大阪運輸振興への委託などで車両が転属するなどしたため、末期には統一性は崩れた。また、購入車種もバス製造メーカーの業界再編や入札方法の変更などもあって年度ごとに変わるようになり、その傾向が強くなった。いすゞ・エルガや同型の日野・ブルーリボンII（ジェイ・バス統合車種）、日産ディーゼル・スペースランナーRA（およびそのOEMである、三菱ふそう・エアロスター-S）の導入が特に目立っている。
また、AT車の導入にも積極的で、末期に投入の車両についてはMT車の設定しかない車種を除き、全車両がATを採用していた。行先表示機（方向幕）については幕式の車両が多数を占めていたが、2006年投入の一部車両からLED式が採用され、2008年以降投入の車両は全車LED式に移行した。ただし、民営化以後を含めて、幕式からLED式に改造された車両は存在していない。
ドアチャイムは、1991年度投入の車両より、従来のブザータイプを改め、「ウェストミンスターの鐘」のメロディチャイムを採用した。2012年以降に導入の三菱ふそう・エアロスターのみチャイムを改め、2打音タイプ+音声案内を含んだものとなっている（日野・ブルーリボンシティハイブリッドや赤バスから転用した日野・ポンチョは従来どおり「ウェストミンスターの鐘」のメロディチャイムが使用されている。また、エアロスターでも「ウェストミンスターの鐘」を継続使用している車両もある）。
1991年度に導入された車両より、エアサスペンションを用いた車両に切り替えられ、順次リーフサスペンションの車両を置き換えていった（2002年に終了）。なお、大型短尺車（いすゞ・LTなど）や中型長尺車（日産ディーゼル・スペースランナーJPなど）については公営時代には導入されず、大阪シティバスが自社路線用（大阪市営バスから引き継がれた路線ではなく独自に開設した路線）に中型長尺車を中古で購入した以外では導入されていない。

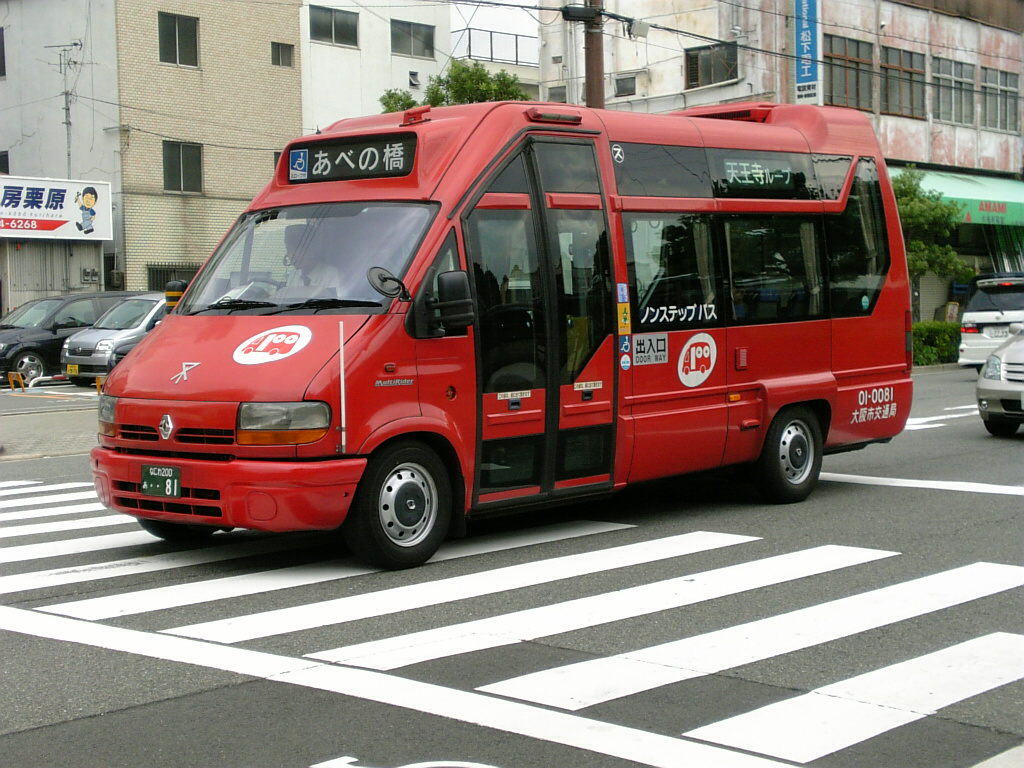
オムニノーバ・マルチライダー（初代赤バス車両）

最終便については、幕式車両については赤色のランプを点灯（終車灯）、LED式については行先標示の後に「終」マークを表示する（側面については系統番号の右横に表示）。
赤バスについては、小型ノンステップバスオムニノーバ・マルチライダーが導入されたが、2004年度購入の車両については、メルセデス・ベンツT1Nとなり、車内の半分はワンステップと後退した。なお、2012年4月からは、従来の車両に加え、日野・ポンチョが導入された。この車両は2013年の赤バス廃止後は塗装を変更して一般路線バスに使われている。

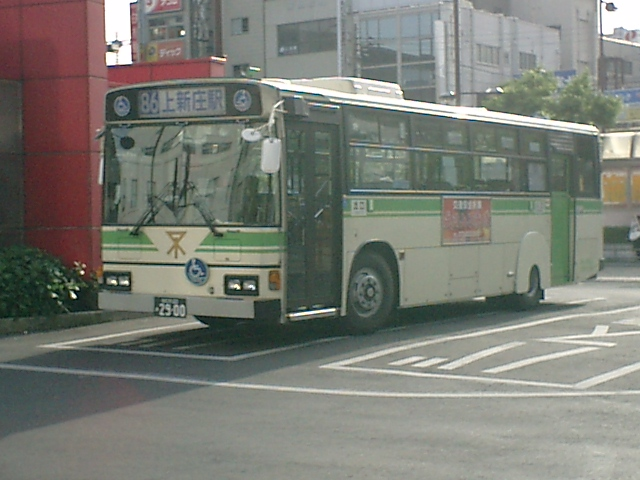
1996年式の車両。前面にフォグランプがないのがわかる

ワンマンカーの場合、1997年にノンステップバスが導入されるまで、一部の例外（ビジネスバスなど）を除き、全て前―後扉方式に統一されていた。
その他にも大阪市営バスの車両には特徴が多く見られた。一例を挙げると、客席については1990年から1999年導入分までバケットシートが採用され、座席配置も横向きを取り入れるなど工夫がなされていた。また、通常フロントバンパー両端に設置されているフォグランプが大阪市営バスでは省略されているのも特徴であった（1970年代までの車両にはフォグランプがあった）が、1999年に導入された車両からはフォグランプが設置されるようになっている。外観では左後輪に巻き込み防止用のカバーを付けている。同様のものは近鉄バスや奈良交通、高槻市交通部などでも見られる。また、料金収納機（運賃箱）の自動計数機能や音声合成放送装置などはいち早く導入したほか、低公害車の導入にも積極的であった。
2012年（平成24年）4月1日に、保有している全車両のノンステップ化が完了しているが、この年以降、新車の投入は途絶えた。次の新車は民営化以後となった。
大阪市営バスでは2000年以降、阪神地区が自動車NOx・PM法等に基づく使用車種規制特定地域に指定されたことなどから、概ね12年以内（ただし、2010年度以降は18年に延長。）で更新している。そのため同バスで役目を終えた車両は全国の地方事業者に譲渡されて引き続き使用されており、東日本大震災の支援活動として2010年度に廃車となった車両が仙台市交通局と岩手県北自動車に無償譲渡されたほか、釜石市へも無料循環バス用として守口営業所所属の2台が無償譲渡された。また、ミャンマーなど日本国外へも輸出された。

## 局番について
大阪市営バスの車両には、1両ごとに局番と呼ばれる番号が付与されていた。

### 一般乗合車の局番
2桁の数字と4桁の数字との6桁で構成され、上2桁と下4桁の間に「-」（ハイフン）が付与。
- 上2桁の1桁目はメーカー、2桁目は導入年式の西暦一位を表す。
- 年式の西暦十位が偶数の場合は1桁目が奇数、西暦十位が奇数の場合は1桁目が偶数となっている。
  - 1・2：いすゞ車
  - 3・4：日野車
  - 5・6：三菱車[37]。
  - 7・8：日産車[38]。
- 下4桁はナンバープレート（登録番号）の一連指定番号。
- 登録番号が3桁以下の場合、4桁標記で表示されていない桁に関しては局番を「0」として扱う。
- 【例1】2005年三菱ふそう製で、ナンバープレートの番号が「12-34」の車両の場合、局番は「55-1234」となる。
- 【例2】2010年いすゞ自動車製で、ナンバープレートの番号が「46-49」の車両の場合、局番は「20-4649」となる。
- 【例3】2006年日野自動車製で、ナンバープレートの番号が「・777」の車両の場合、局番は「36-0777」となる。

このような付番体系であったため、約20年に1度同じ局番を持つ車両が登場する可能性があったが、上記の通り末期には新造後12年程度で更新されていたので、2両の車が同時に同じ局番を持つ可能性はほぼなかった。

### 一般乗合車以外の局番
2桁の数字と4桁の数字との6桁で構成され、上2桁と下4桁の間に「-」（ハイフン）が付与。
- 上2桁の1桁目は用途、2桁目は導入年式の西暦一位を表す。
- 上1桁目は一般乗合車と異なり、製造メーカーによって変化しない。
  - 9：貸切車・特定車・定期観光・関西空港リムジン
  - 0：小型車（赤バス）
- 下4桁は一般乗合車と同様にナンバープレートの番号。
- 【例4】1996年製の特定車で、ナンバープレートの番号が「・・55」の車両の場合、局番は「96-0055」となる。
- 【例5】2001年製の赤バスで、ナンバープレートの番号が「・101」の車両の場合、局番は「01-0101」となる。

## ナンバープレートについて
- 守口営業所以外の営業所は全て大阪市内に所在するので、それらの営業所に所属する車両は「なにわ」ナンバーとなる（なにわ22あ・なにわ200か・なにわ230あ）。
- 守口営業所は守口市に所在するので、守口営業所に所属する車両は「大阪」ナンバーとなる（大阪22あ・大阪200か・大阪230あ）。
  - 守口営業所と他営業所相互間の転属によりナンバープレートが変わる場合、局番を維持する（局番の下4桁はナンバープレートの番号で決まる）ため、希望番号制度を利用する（大阪230◎・なにわ230◎、◎：あいうえかきくけこを）。
  - 1983年に大阪陸運事務所なにわ支所（現在のなにわ自動車検査登録事務所）が開設されたことにより守口営業所以外はなにわナンバーとなったが、それ以前は泉ナンバー地域を含め全ての営業所の車両が大阪ナンバーであった。

## バスターミナル
現存するもの

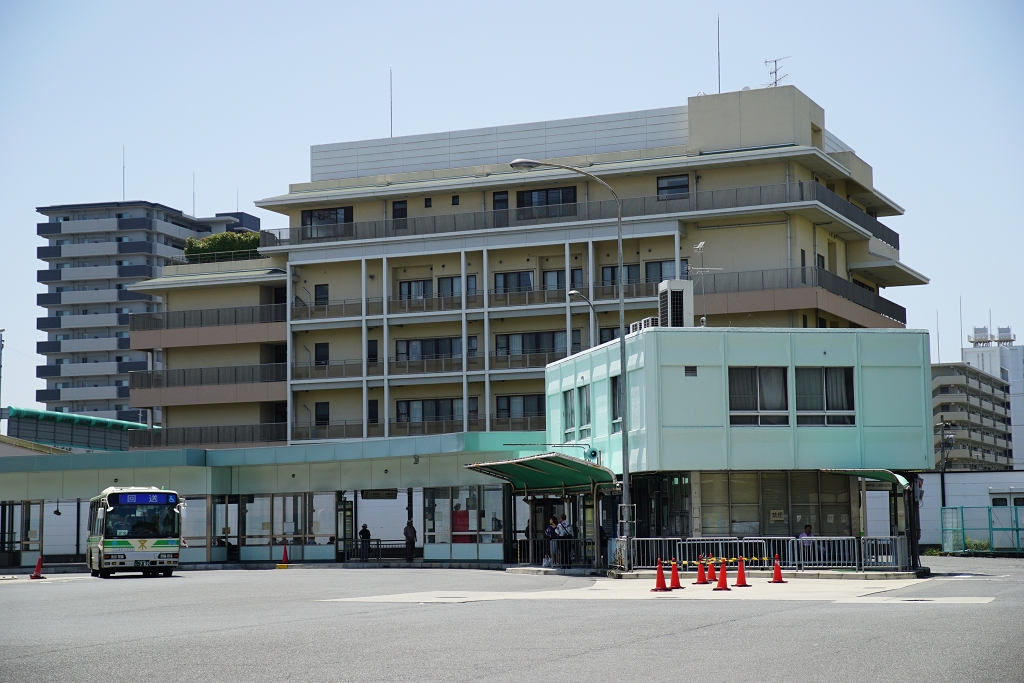
出戸バスターミナル(手前の建物)

- 大阪駅前：大阪駅・梅田駅・西梅田駅・東梅田駅・北新地駅
- なんば：難波駅・大阪難波駅・JR難波駅
- 出戸バスターミナル：出戸駅
- 北巽バスターミナル：北巽駅
- 天満橋：天満橋駅
- 野田阪神前：阪神電鉄野田駅・野田阪神駅・海老江駅
- 地下鉄住之江公園：住之江公園駅

廃止したもの

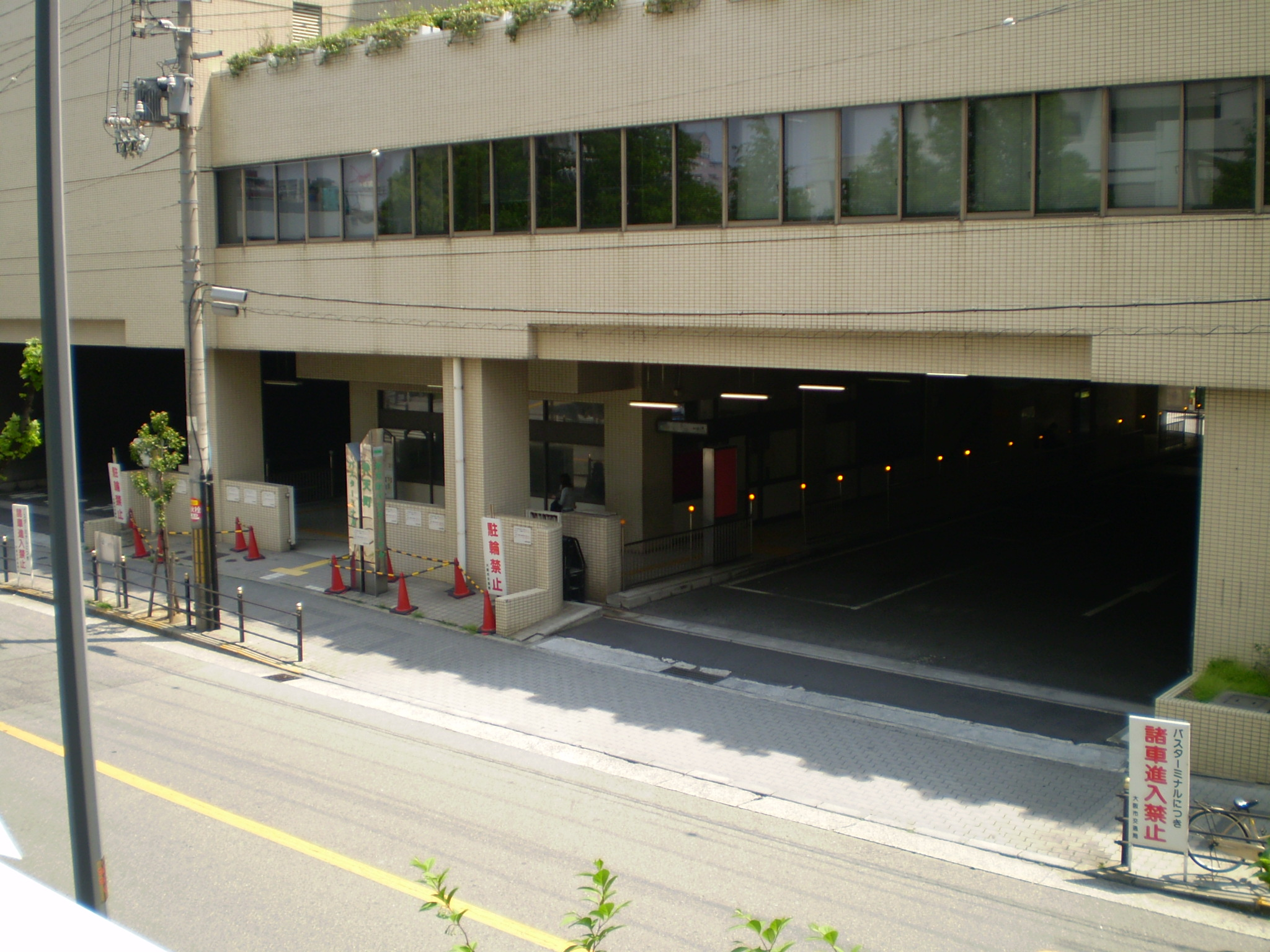
廃止された弁天町バスターミナル

- 桜川バスターミナル：桜川駅・幸町1丁目停留所（桜川駅5号出入口）前
- 南港バスターミナル：フェリーターミナル駅
- 横堤バスターミナル：横堤駅
- 浜バスターミナル（鶴見区諸口、36号系統浜停留所付近にあった）
- 歌島橋バスターミナル：御幣島駅
- 弁天町バスターミナル：弁天町駅

## 大阪市営バス独特の装備

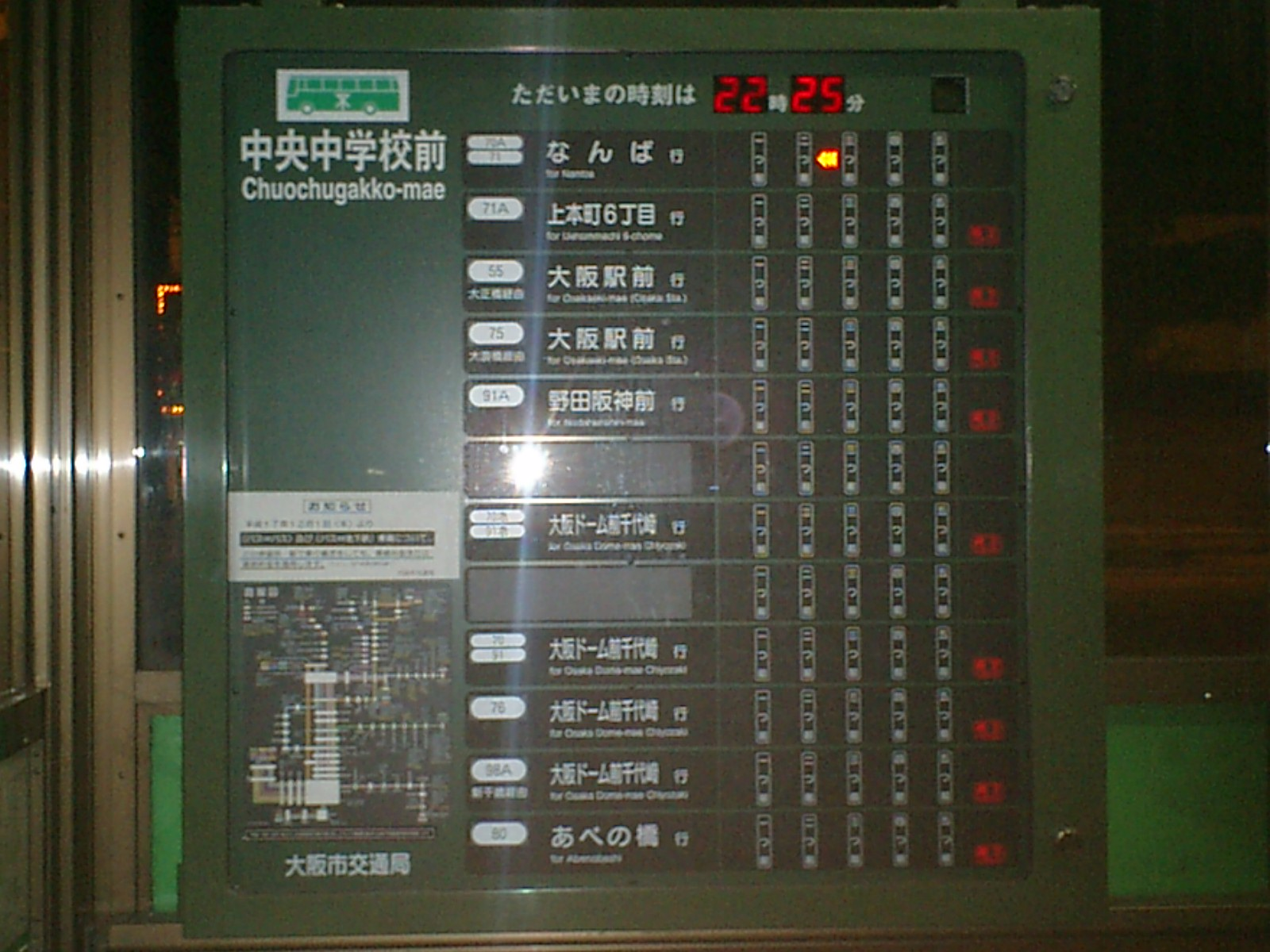
バスロケーションシステム（後続のバスが現在どこを走っているかを示す装置。大正区・中央中学校前バス停で）

大阪市営バスでは、業界に先駆けて各種の新装備や新機構を取り入れている。現在全国のバス会社で一般的に採用されている機器類も、大阪市営バスが先鞭を切ったものが少なくない。
- 音声合成式車内放送
クラリオンと交通局の共同開発で、大阪市バスが日本初の導入事例。機器更新が行われ、現在はタッチパネル付LCD式設定機が採用されている。設定機のLCDは後部のバックアイに連動しており、後退時に映し出される機能を備えている。
- バスロケーションシステム
現在は業務用無線を使用したものに更新されている。かつては、これに連動し、バス運転席そばにある表示灯に「待機」「発車」などの運行指示が表示されていたが、現在は使用されていない。業務用無線は、運行指令との音声による緊急連絡も可能である。
- 運転士カードリーダー
運転士カード（磁気式）を差し込むことにより、GPS機能によって誰がどこでバスを運行しているかがわかる仕組みである。運転士氏名票を兼ねていたが、現在はこれとは別に大型の氏名プレートを差し込んでいる。2017年5月から料金箱と一体化された。
- 常時記録型ドライブレコーダー
車外（フロントガラスのセンターミラー付近）と、車内（前側扉上部）にカメラを設置。ハードディスク搭載の専用装置で常時動画と音声、デジタルタコグラフデータが記録されている。順次設置が進んでおり、将来的には全車両に装備する予定であるとしている[39]。